# Sericia zamis
Sericia zamis là một loài bướm đêm trong họ Erebidae.